# Vriesea panamaensis
Vriesea panamaensis là một loài thực vật có hoa trong họ Bromeliaceae. Loài này được E.Gross & Rauh miêu tả khoa học đầu tiên năm 1990.